# Mistrzostwa Polski w Skokach Narciarskich 2021
95. Mistrzostwa Polski w Skokach Narciarskich 2021 – zawody mające na celu wyłonić mistrza Polski, które rozegrane zostały 22 grudnia 2020 na skoczni narciarskiej im. Adama Małysza (HS134) w Wiśle.
Impreza początkowo miała się odbyć 26 grudnia 2020 w Zakopanem, jednak, ze względu na pandemię COVID-19, wymuszającą na reprezentacji Polski wcześniejszy wyjazd na 69. Turniej Czterech Skoczni, jej termin został zmieniony, a następnie zawody zostały przeniesione do Wisły. Po raz pierwszy w historii mistrzostw Polski konkurs kobiet rozegrano na skoczni dużej.
Zawody odbywały się w trudnych warunkach atmosferycznych – silne podmuchy wiatru sprawiały problemy wielu skoczkom, a skok Karola Niemczyka zakończył się upadkiem. Ostatecznie druga seria została przerwana i odwołana po tym jak w jej trakcie upadku doznała Kinga Rajda, a za końcowe wyniki przyjęto rezultaty po pierwszej części zmagań. Tytuły mistrzów kraju wywalczyli Tomasz Pilch oraz Kamila Karpiel.

## Wyniki

### Konkurs indywidualny mężczyzn (22.12.2020)
Opracowano na podstawie:
| M   | Zawodnik              | Skok    | Wynik punktowy |
| --- | --------------------- | ------- | -------------- |
| 1.  | Tomasz Pilch          | 136,0 m | 156,3          |
| 2.  | Dawid Kubacki         | 126,0 m | 151,7          |
| 3.  | Andrzej Stękała       | 128,5 m | 148,2          |
| 4.  | Maciej Kot            | 124,5 m | 147,0          |
| 5.  | Aleksander Zniszczoł  | 123,5 m | 145,2          |
| 6.  | Jakub Wolny           | 121,5 m | 139,1          |
| 7.  | Mateusz Gruszka       | 123,0 m | 133,2          |
| 8.  | Paweł Wąsek           | 116,0 m | 131,7          |
| 9.  | Stefan Hula           | 120,0 m | 131,5          |
| 10. | Klemens Murańka       | 115,5 m | 127,8          |
| 11. | Wiktor Pękala         | 119,0 m | 124,5          |
| 12. | Krzysztof Leja        | 116,5 m | 121,0          |
| 13. | Arkadiusz Jojko       | 117,0 m | 119,4          |
| 14. | Szymon Zapotoczny     | 112,5 m | 111,8          |
| 15. | Kamil Stoch           | 105,0 m | 109,4          |
| 16. | Piotr Żyła            | 105,0 m | 105,9          |
| 17. | Krzysztof Kieta       | 113,5 m | 99,3           |
| 18. | Kacper Juroszek       | 105,0 m | 97,3           |
| 19. | Jan Rzadkosz          | 105,5 m | 97,2           |
| 20. | Jarosław Krzak        | 103,5 m | 93,6           |
| 21. | Jan Habdas            | 104,0 m | 92,5           |
| 22. | Paweł Szyndlar        | 100,0 m | 72,5           |
| 23. | Kacper Stosel         | 98,5 m  | 69,8           |
| 24. | Stanisław Majerczyk   | 99,0 m  | 69,7           |
| 25. | Mateusz Chraścina     | 96,5 m  | 64,2           |
| 26. | Wiktor Fickowski      | 94,5 m  | 61,6           |
| 27. | Stanisław Ciszek      | 87,5 m  | 61,3           |
| 28. | Jakub Harat           | 94,5 m  | 60,6           |
| 29. | Wiktor Węgrzynkiewicz | 86,0 m  | 58,6           |
| 30. | Damián Lasota         | 90,5 m  | 53,4           |
| 31. | Jan Galica            | 83,5 m  | 35,3           |
| 32. | Robert Ryś            | 76,0 m  | 18,8           |
| 33. | Karol Niemczyk        | 64,0 m  | 0,0            |
| –   | Michał Martynek       | DSQ     | –              |
| –   | Filip Gluza           | DNS     | –              |

### Konkurs indywidualny kobiet (22.12.2020)
Opracowano na podstawie:
| M  | Zawodniczka       | Skok    | Wynik punktowy |
| -- | ----------------- | ------- | -------------- |
| 1. | Kamila Karpiel    | 113,0 m | 98,4           |
| 2. | Kinga Rajda       | 110,0 m | 90,5           |
| 2. | Joanna Szwab      | 110,0 m | 90,5           |
| 4. | Anna Twardosz     | 102,5 m | 77,0           |
| 5. | Nicole Konderla   | 98,5 m  | 67,3           |
| 6. | Wiktoria Przybyła | 95,5 m  | 60,4           |